# Tanner Tessmann
Francis Tanner Tessmann (Birmingham, 24 settembre 2001) è un calciatore statunitense, centrocampista dell'Olympique Lione e della nazionale statunitense.

## Caratteristiche tecniche
Giocatore fisicamente strutturato e polivalente, può essere impiegato in tutti i ruoli del centrocampo, anche se trova la sua collocazione migliore come regista basso davanti alla difesa. Prestante fisicamente, è abile in fase d'interdizione, costruzione del gioco e capace di dialogare con i compagni, grazie a una buona precisione nei passaggi e un buon tiro dalla distanza.

## Carriera

### Club

#### Dallas
Cresciuto nell'Academy del FC Dallas (si è trasferito nella città texana a 14 anni dopo avere rifiutato di giocare come kicker alla Clemson University), debutta in prima squadra il 1º marzo 2020 in occasione dell'incontro di MLS vinto 2-0 contro il Philadelphia Union.

#### Venezia
Il 15 luglio 2021 si trasferisce al Venezia. Esordisce con i veneti il 15 agosto in occasione della sfida di Coppa Italia contro il Frosinone, vinta a i calci di rigore, mentre sette giorni dopo esordisce anche in Serie A, subentrando a Luca Fiordilino nella partita col Napoli, persa per 2-0.
Conclusa la sua stagione in serie A con 20 presenze e la retrocessione tra i cadetti, resta anche per l'annata 2022-2023, esordendo in Serie B il 14 agosto 2022 nella partita interna col Genoa, persa per 1-2. L'11 dicembre segna la prima rete con i lagunari, nel successo per 2-0 sul Cosenza.

#### Olympique Lione
Il 27 agosto 2024 viene acquistato dall'Olympique Lione.

### Nazionale
Il 1º febbraio 2021 esordisce con la nazionale statunitense subentrando nella ripresa dell'amichevole vinta 7-0 contro Trinidad e Tobago.

## Statistiche

### Presenze e reti nei club
Statistiche aggiornate al 4 gennaio 2025.
| Stagione         | Squadra          | Campionato       | Campionato | Campionato | Coppe nazionali | Coppe nazionali | Coppe nazionali | Coppe continentali | Coppe continentali | Coppe continentali | Altre coppe | Altre coppe | Altre coppe | Totale | Totale | Totale |
| Stagione         | Squadra          | Comp             | Pres       | Reti       | Comp            | Pres            | Reti            | Comp               | Pres               | Reti               | Comp        | Pres        | Reti        | Pres   | Reti   |        |
| ---------------- | ---------------- | ---------------- | ---------- | ---------- | --------------- | --------------- | --------------- | ------------------ | ------------------ | ------------------ | ----------- | ----------- | ----------- | ------ | ------ | ------ |
| 2019             | North Texas      | USL1             | 14+2       | 1          | -               | -               | -               | -                  | -                  | -                  | -           | -           | -           | 16     | 1      |        |
| 2020             | FC Dallas        | MLS              | 19+2       | 0          | -               | -               | -               | -                  | -                  | -                  | -           | -           | -           | 21     | 0      |        |
| gen.-lug. 2021   | FC Dallas        | MLS              | 7          | 0          | -               | -               | -               | -                  | -                  | -                  | -           | -           | -           | 7      | 0      |        |
| Totale FC Dallas | Totale FC Dallas | Totale FC Dallas | 26+2       | 0          |                 | -               | -               |                    | -                  | -                  |             | -           | -           | 28     | 0      |        |
| 2021-2022        | Venezia          | A                | 20         | 0          | CI              | 3               | 0               | -                  | -                  | -                  | -           | -           | -           | 23     | 0      |        |
| 2022-2023        | Venezia          | B                | 32+1       | 3          | CI              | 1               | 0               | -                  | -                  | -                  | -           | -           | -           | 34     | 3      |        |
| 2023-2024        | Venezia          | B                | 37+4       | 6+1        | CI              | 1               | 0               | -                  | -                  | -                  | -           | -           | -           | 42     | 7      |        |
| Totale Venezia   | Totale Venezia   | Totale Venezia   | 89+5       | 9+1        |                 | 5               | 0               |                    | -                  | -                  |             | -           | -           | 99     | 10     |        |
| 2024-2025        | Olympique Lione  | L1               | 9          | 0          | CF              | 1               | 0               | UEL                | 5                  | 0                  | -           | -           | -           | 15     | 0      |        |
| Totale carriera  | Totale carriera  | Totale carriera  | 147        | 11         |                 | 6               | 0               |                    | 5                  | 0                  |             | -           | -           | 158    | 11     |        |

### Cronologia presenze e reti in nazionale
| Cronologia completa delle presenze e delle reti in nazionale ― Stati Uniti | Cronologia completa delle presenze e delle reti in nazionale ― Stati Uniti | Cronologia completa delle presenze e delle reti in nazionale ― Stati Uniti | Cronologia completa delle presenze e delle reti in nazionale ― Stati Uniti | Cronologia completa delle presenze e delle reti in nazionale ― Stati Uniti | Cronologia completa delle presenze e delle reti in nazionale ― Stati Uniti | Cronologia completa delle presenze e delle reti in nazionale ― Stati Uniti | Cronologia completa delle presenze e delle reti in nazionale ― Stati Uniti |
| Data                                                                       | Città                                                                      | In casa                                                                    | Risultato                                                                  | Ospiti                                                                     | Competizione                                                               | Reti                                                                       | Note                                                                       |
| -------------------------------------------------------------------------- | -------------------------------------------------------------------------- | -------------------------------------------------------------------------- | -------------------------------------------------------------------------- | -------------------------------------------------------------------------- | -------------------------------------------------------------------------- | -------------------------------------------------------------------------- | -------------------------------------------------------------------------- |
| 1-2-2021                                                                   | Orlando                                                                    | Stati Uniti                                                                | 7 – 0                                                                      | Trinidad e Tobago                                                          | Amichevole                                                                 | -                                                                          | 78’                                                                        |
| 9-9-2023                                                                   | St. Louis                                                                  | Stati Uniti                                                                | 3 – 0                                                                      | Uzbekistan                                                                 | Amichevole                                                                 | -                                                                          | 35’                                                                        |
| 12-10-2024                                                                 | Austin                                                                     | Stati Uniti                                                                | 2 – 0                                                                      | Panama                                                                     | Amichevole                                                                 | -                                                                          | 67’                                                                        |
| 15-10-2024                                                                 | Guadalajara                                                                | Messico                                                                    | 2 – 0                                                                      | Stati Uniti                                                                | Amichevole                                                                 | -                                                                          | 63’                                                                        |
| 14-11-2024                                                                 | Kingston                                                                   | Giamaica                                                                   | 0 – 1                                                                      | Stati Uniti                                                                | CONCACAF Nations League 2024-2025 - Quarti di finale                       | -                                                                          | 87’                                                                        |
| 18-11-2024                                                                 | Saint Louis                                                                | Stati Uniti                                                                | 4 – 2                                                                      | Giamaica                                                                   | CONCACAF Nations League 2024-2025 - Quarti di finale                       | -                                                                          |                                                                            |
| 20-3-2025                                                                  | Inglewood                                                                  | Stati Uniti                                                                | 0 – 1                                                                      | Panama                                                                     | CONCACAF Nations League 2024-2025 - Semifinale                             | -                                                                          | 68’                                                                        |
| 23-3-2025                                                                  | Inglewood                                                                  | Canada                                                                     | 2 – 1                                                                      | Stati Uniti                                                                | CONCACAF Nations League 2024-2025 - Finale 3º posto                        | -                                                                          | 69’                                                                        |
| Totale                                                                     |                                                                            | Presenze                                                                   | 8                                                                          |                                                                            | Reti                                                                       | 0                                                                          |                                                                            |

## Palmarès

### Individuale
- U.S. Soccer Athlete of the Year: 1

Premio miglior giovane (maschile): 2024